# همدم طولانی مدت
همدم طولانی مدت (به انگلیسی: Longtime Companion) نام فیلمی محصول سال ۱۹۸۹ به کارگردانی نورمن رنه و بازی بروس دیویسن، کمپبل اسکات، پاتریک کسیدی و مری-لوئیز پارکر است. اکران گسترده این فیلم با پرداختن به موضوع ایدز شروع شد، همچنین نام فیلم از عنوان مقاله‌ای که نیویورک تایمز در دهه ۱۹۸۰ میلادی منتشر کرد، گرفته شده‌است. این مقاله به زندگی دو هم جنسگرای مرد می‌پرداخت که یکی از آنها در اثر ابتلا به ایدز جان خود را از دست می‌دهد. این فیلم تحسین منتقدان را به دنبال داشت و در وبسایت راتن تومیتوز امتیاز ۱۰۰٪ را از ۱۶ نقد دریافت کرد.